# 베르너 코글러
베르너 코글러(독일어: Werner Kogler, 1961년 11월 20일 ~ )는 오스트리아의 정치인으로, 당적은 녹색당이다. 2017년 10월부터 녹색당 대변인직을 역임하고 있다.